# Коста Цветков
Коста Стамов Цветков (изписване до 1945 година: Коста Стамовъ Цвѣтковъ) е български революционер, деец на Върховния македоно-одрински комитет.

## Биография
Цветков е роден в 1883 година в реканското село Тресонче, тогава в Османската империя, днес в Северна Македония. Емигрира в Свободна България и се установява в Добрич. Става член на Македонската организация, послетен от председателя на местното дружество Александър Овчаров. В 1902 година участва в Горноджумайското въстание на Върховния комитет с четата на мичман Тодор Саев и Никола Лефтеров. Участва в организацията на четата и във всичките ѝ ации, включително и в голямото сражение в местността Семково при Белица на 26 октомври 1902 година.
След Младотурската революция в 1908 година се връща в Тресонче и се отдава на политическа дейност, като е секретар на новооснованата българска партия Съюз на българските конституционни клубове. Работи против сръбската пропаганда в района и по предателство на местни сърбомани при преминаването му през Сърбия, въпреки българския му паспорт, във Враня е свален от влака и хвърлен в местния затвор, където е бит. Освободен е след намесата на българското правителство.
При избухването на Балканската война в 1912 година застава на чело на Тресонската чета, формирана да пази района от турски издевателства. По време на Междусъюзническата война служи в 31-а допълнителна дружина в Силистра. При намесата на България в Първата световна война служи в Шестдесет и втори пехотен полк на Единадесета пехотна македонска дивизия, а по-късно в Сборната дивизия. Попада във френски плен.
На 10 април 1943 година, като жител на Варна, подава молба за българска народна пенсия, която е одобрена и пенсията е отпусната от Министерския съвет на Царство България.